# Merv Lincoln
Merv Lincoln (eigentlich Mervyn George Lincoln; * 22. November 1933 in Leongatha, Victoria; † 30. April 2016 in Melbourne) war ein australischer Mittelstreckenläufer.
1956 wurde er bei den Olympischen Spielen in Melbourne Zwölfter über 1500 m.
Bei den British Empire and Commonwealth Games 1958 in Cardiff gewann er über eine Meile Silber hinter seinem Landsmann Herb Elliott.
1960 schied er bei den Olympischen Spielen in Rom über 1500 m im Vorlauf aus.
1959 wurde er Australischer Meister über eine Meile.

## Persönliche Bestzeiten
- 1500 m: 3:42,0 min, 23. März 1957, Melbourne
- 1 Meile: 3:55,9 min, 6. August 1958, Dublin